# Крваве планине
Крваве планине (енгл. The Hills Run Red) амерички је слешер хорор филм из 2009. године, редитеља Дејва Паркера, са Софи Манк, Тадом Хилгенбринком, Џенет Монтгомери, Алексом Виндамом и Вилијамом Садлером у главним улогама. Радња прати групу младих љубитеља хорор филмова, који истражују локације на којима је сниман изгубљени насловни филм, за који се веровало да је најстрашнији хорор филм свих времена.
Филм је премијерно приказан 12. јуна 2009, на Међународном фестивалу у Сијетлу, а продукцијска кућа Ворнер брос га је дистрибуирала у биоскопима од 29 септембра 2009. Добио је осредње оцене критичара и на сајту Ротен томејтоуз је оцењен са 57%. Вилијам Садлер је био номинован за награду Метар страха у категорији најбољег споредног глумца.

## Радња
Млади љубитељ хорор филмова, по имену Тајлер, опседнут је филмом Крваве планине, који се сматрао најстрашнијим хорором свог времена, међутим редитељ филма, Вилијам Вајлер Конканон је нестао и ниједна копија није сачувана, па се филм сматра изгубљеним. Тајлер одлучује да са групом пријатеља истражи места на којима је филм сниман. Он међутим схвата да Крваве планине никада нису ни објављене, јер их редитељ никада није завршио, а да су он и његови пријатељи сада у улози жртава...

## Улоге
| Глумац              | Улога                   |
| ------------------- | ----------------------- |
| Софи Манк           | Алекса Конканон         |
| Тад Хилгенбринк     | Тајлер                  |
| Вилијам Садлер      | Вивијам Вајлер Конканон |
| Џенет Монтгомери    | Серина                  |
| Алекс Виндам        | Лало                    |
| Данко Јорданов      | „Бејбифејс”             |
| Џој Макбрин         | Беле                    |
| Јуел Бејли          | Сони                    |
| Мајк Строб          | Гејб                    |
| Христо Мицков       | Џимбо                   |
| Екатерина Темелкова | Шери                    |